# عین فزه
عین فزه (به عربی: عين فزة) یک شهرداری در الجزایر است که در استان تلمسان واقع شده‌است.